# Елза Патаки
Елза Лафуенте Медиану (шп. Elsa Lafuente Medianu; Мадрид, 18. јул 1976), најпознатија као Елза Патаки (шп. Elsa Pataky) је шпанска манекенка и глумица.

## Биографија
Патакијева је рођена у Мадриду 18. јула 1976. године. Она је прва и једина ћерка мајке Кристине Патаки Медијану, публицисткиње румунско-мађарског порекла, која је емигрирала у Шпанију, и оца Хосеа Франциска, шпанског биохемичара. Њен деда са мајчине стране, који је познати глумац у Мађарској, је Елзу док је још била дете заинтересовао за глуму и вежбао са њом. Управо је у његову част одлучила да преузме дедино презиме. Њени родитељи су се раставили још док је била дете, и њен отац је добио старатељство.
Студирала је драмске уметности и новинарство на Универзитету Сан Пабло. Са глумом је почела у позоришту и са споредним улогама у локалним серијама, али је убрзо, после успеха шпанске телевизијске серије -Al salir de clase}- у којој је дебитовала 1997. године, прешла на филмове. Прича пет језика: шпански, румунски, француски, италијански и енглески.
После успеха ове серије, Патакијева је добила понуду за свој први филм -El arte de morir}-. Неки од њених потоњих филмова су били снимани у копродукцији са Уједињеним Краљевством и Француском. Играла је госпођу Веру Хидалго у серији -Queen Of Swords}-. Појавила се у више од 10 шпанских филмова, а последњи филм за француску публику је био хит Изногуд, у ком је имала споредну улогу. Такође се појавила у споредној улози у филму Дејвида Елиза Змија у авиону у ком је глумила поред Семјуела Л. Џексона. Добила је добре критике за улогу у шпанском филму -Ninette}-, оскаровца Хосеа Луиса Гарсија. Глумила је и у шпанској серији -Los Serrano}- као Ракел, професорка књижевности.

## Приватан живот
Била је у љубавној вези са својим колегом из филма Изногуд Мишелом Јуно. Елза је била две године у вези са оскаровцем Адријеном Бродијем, али су се растали у мају 2009. године.